# São José do Norte
São José do Norte is een gemeente in de Braziliaanse deelstaat Rio Grande do Sul. De gemeente telt 26.116 inwoners (schatting 2009).
Aan de overzijde van het water ligt de stad Rio Grande.

## Verkeer en vervoer
De plaats ligt aan het zuidelijke uiteinde van de noord-zuidlopende weg BR-101 vanaf Touros naar São José do Norte.